# Nationale Konst-Gallery

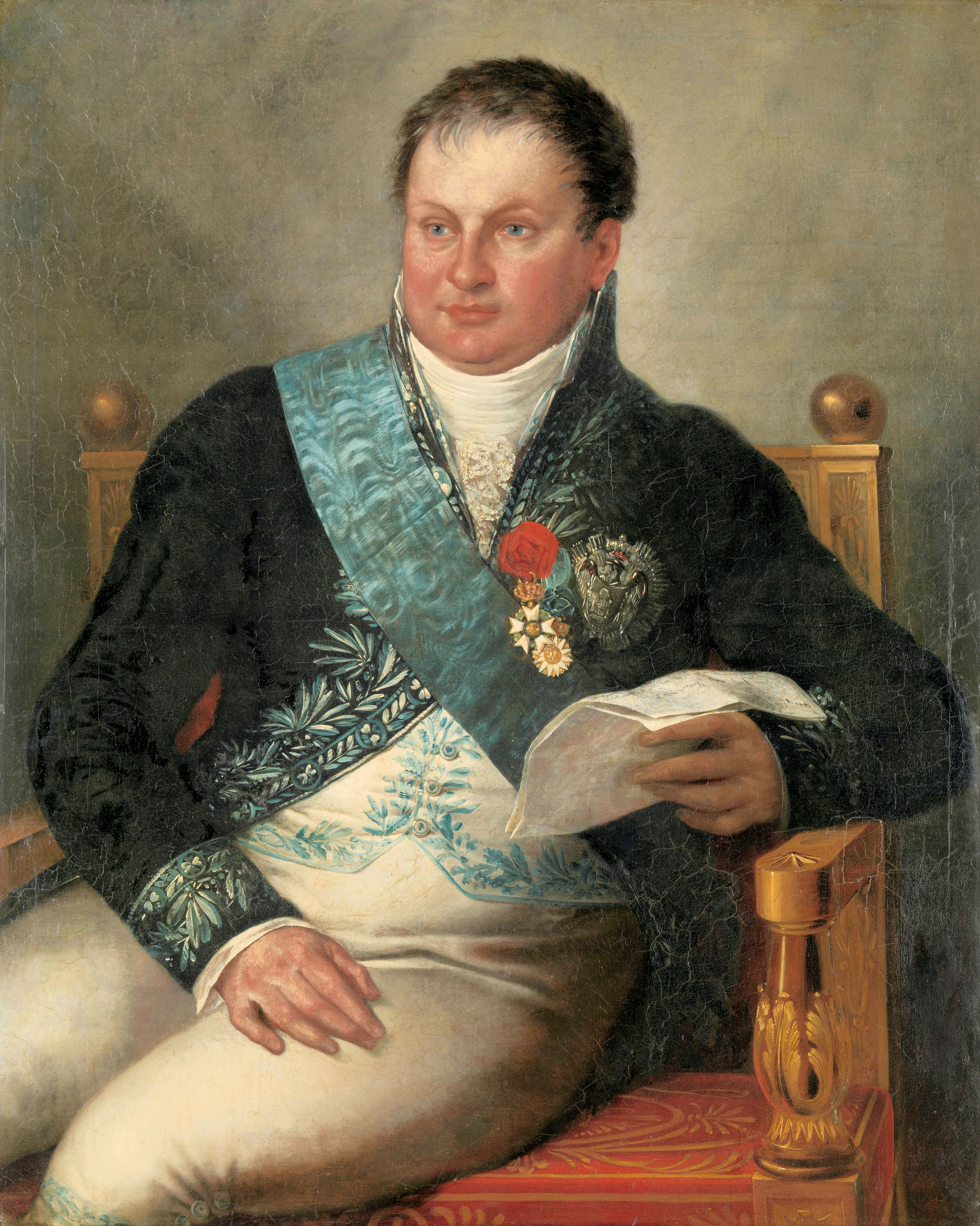
Portret van oprichter Alexander Gogel (Mattheus Ignatius van Bree, ca. 1812)

"Generaale Plattegrond van alle de Kamers geschikt tot de Nationaale Kunstgallery op 't Huis in 't Bosch by den Haag" (J.G. Waldorp, 1800)

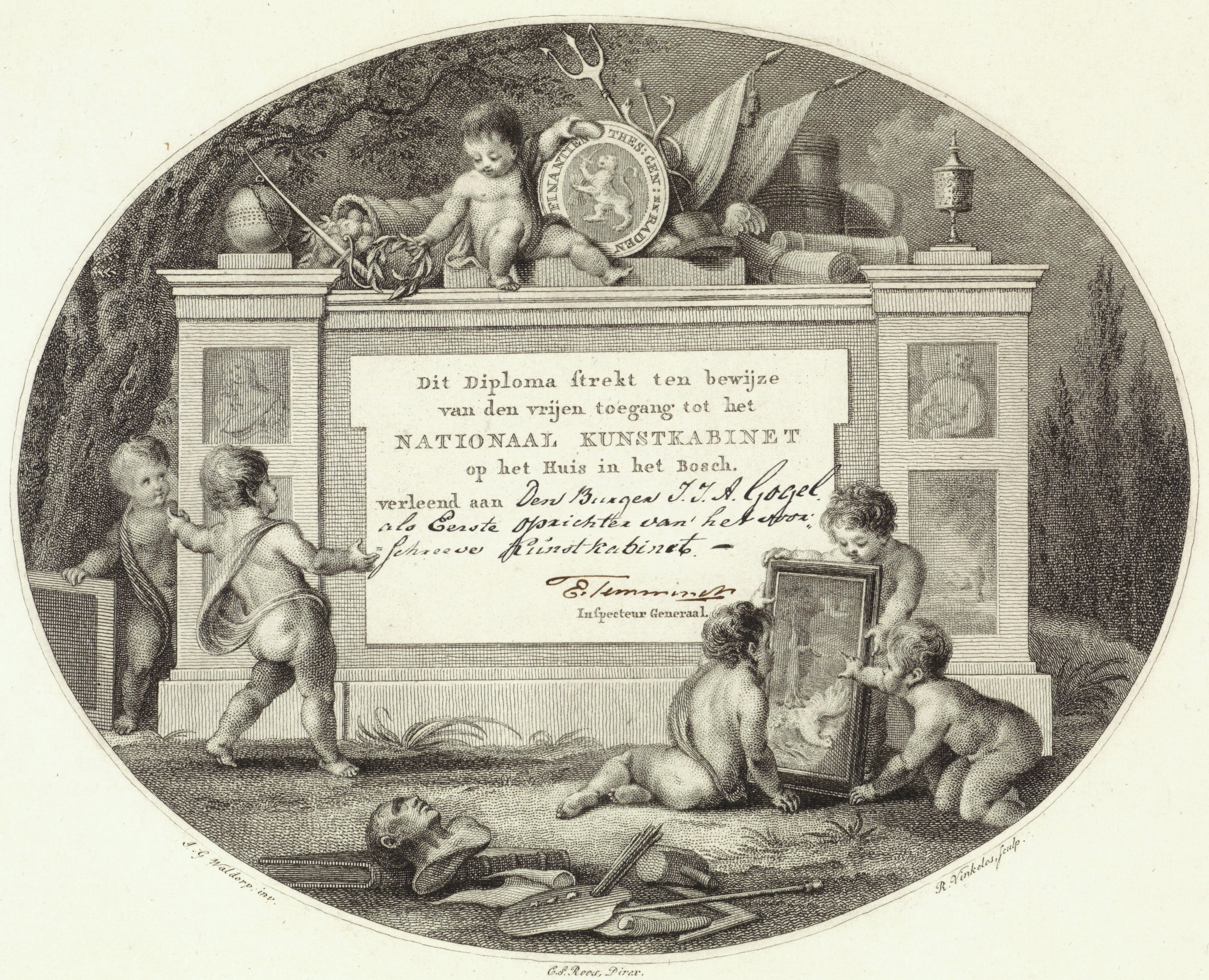
Toegangsbewijs voor het Nationaal Kunstkabinet naar een ontwerp van J.G. Waldorp, gegraveerd door Reinier Vinkeles en uitgegeven door C.S. Roos. Dit exemplaar was bestemd voor Alexander Gogel en is getekend door Everardus Temminck.

De Nationale Konst-Gallery (ook: Nationale Kunstgalerij, Nationaal Kunstkabinet) is een voormalig Nederlands museum. Het museum werd ten tijde van de Bataafse Republiek als nationaal museum gevestigd in het Huis ten Bosch en is een voorloper van het Rijksmuseum Amsterdam.

## Geschiedenis
In 1794 vielen de Fransen de Republiek der Zeven Verenigde Nederlanden binnen. Na de vlucht van erfstadhouder Willem V van Oranje-Nassau naar Londen, werd de Bataafse Republiek uitgeroepen. In 1795 werd het Stadhouderlijk Kabinet van Schilderijen naar Parijs overgebracht en als oorlogsbuit bij het Louvre ondergebracht, dat twee jaar eerder als museum was geopend. De inboedel en andere bezittingen van de Oranjes in de Nederlanden werden via veilingen verkocht. Alexander Gogel, die in 1798 werd aangesteld als agent van Financiën, kreeg het beheer over de goederen van Willem V. Hij verzamelde schilderijen en andere aan de staat vervallen bezittingen van de stadhouderlijke familie en liet deze overbrengen naar het Huis ten Bosch, in die tijd bekend als 'Huis in 't Bosch', in toen nog Wassenaar. In november 1798 legde Gogel aan het Uitvoerend Bewind het plan voor het Huis ten Bosch te verhuren, maar "een gedeelte van dit gebouw tot een Nationaal Musaeum aftezonderen, en aldaar over te brengen alle die voorwerpen welke in eene verzameling van kunststukken verdienen geplaatst te worden." Het gebouw werd hiervoor mede geschikt gevonden vanwege de al aanwezige "overschoone Meesterstukken van kunst, welke de eigentlyke Orangezaal in dit gebouw opleverd, en die te recht de verwondering van vreemden en kenners na zich trekken" en die moeilijk naar elders konden worden overgebracht. Op 19 november 1798 kreeg Gogel toestemming van het Uitvoerend Bewind voor de uitvoering van zijn plan en de oprichting van een nationaal museum. Omdat uit de Nationale Konst-Gallery het latere Rijksmuseum Amsterdam is voortgekomen, wordt deze datum gezien als stichtingsdatum van het Rijksmuseum. Everardus Temminck, inspecteur der nationale gebouwen, werd belast zorg te dragen voor de verhuur.
In januari 1799 werd Cornelis Sebille Roos door Gogel aangesteld als 'Inspecteur van de Zaal en Kunst-Gallerij op het Huis in 't Bosch'. Roos was als inspecteur (conservator) verantwoordelijk voor het beheer van de samengebrachte kunst, de aankoop van werken, het maken van een inventaris "en al dat geen te doen en te verrichten, wat het meest belang des Lands in deezen zal vorderen". Roos zette, deels samen met Temminck, de verzamelactiviteiten van Gogel voort en zorgde ervoor dat kunstwerken uit onder andere Paleis Soestdijk (waaronder vier schilderijen van Melchior d'Hondecoeter, vijf werken van Gerard de Lairesse en een handvol marmeren bustes) en het Prinsenhof in Amsterdam werden overgebracht naar het Huis ten Bosch. Per 1 mei 1799 waren de Oranjezaal en Chinese kamers in het Huis ten Bosch al voor het publiek te zien, tegen een betaling van vijfeneenhalve stuiver. Ondertussen richtte Roos samen met opzichter Jan Gerard Waldorp de eerste verdieping van de westelijke vleugel ('Haagse vleugel') in. Er werd een route samengesteld langs een aantal kamers, eindpunt was de Oranjezaal. Er zijn zes plattegronden van Waldorp bewaard gebleven, waarop niet alleen de indeling van de kamers is te zien, maar ook de rangschikking van de schilderijen van lambrisering tot plafond. Op 30 mei 1800 werd in de Haagsche Courant aangekondigd dat de Nationale Konst-Gallery opengesteld voor het publiek. Bezoekers dienden zes stuivers te betalen en kregen een rondleiding van de opzichter. Kunstenaars die in de galerie kopieën wilden maken, hadden toestemming van de opzichter nodig en betaalden twaalf stuivers.
Naast zijn functie als inspecteur was Roos particulier kunsthandelaar. Een maand na de opening van de Nationale Konst-Gallery werd in het Trippenhuis, woon- en werkhuis van Roos, de nalatenschap van kunstverzamelaar Jan Gildemeester Jansz. geveild. Door Roos' bemiddeling werd hieruit voor 100 gulden (inclusief op- en tafelgeld) het doek De bedreigde zwaan van Jan Asselijn aangekocht, de eerste aankoop van het museum op een publieke veiling. Voor de Algemeene Konst- en Letterbode van 16 januari 1801 stelde Roos een beschrijving van de Nationale Konst-Gallery op. Na een uitleg over de getoonde schilderijen en voorwerpen ging hij daarbij in op het doel van het museum, het bijeenbrengen en tonen aan het publiek van kunstwerken in staatsbezit, of in zijn woorden: "Wy kunnen onze Landgenoten geluk wenschen met de oprichting dezer voortreffelyke Kunst-Gallery, alzo men hier de voornaamste, aan den Lande behorende, Kunststukken, welken weleer overal, in allerleie Gebouwen, voor het Kunstlievend oog gedeeltelyk verborgen, en gedeeltelyk aan een volstrekt bederf blootgesteld waren, by elkander, in de beste orde en met den bevalligste smaak, gerangschikt vindt."
Na een politieke machtswisseling in 1801 verdwenen Gogel en Roos tijdelijk van het toneel, Waldorp bleef toezicht houden op het museum. Na een aantal jaren keerden Gogel en Roos terug in het openbare leven, maar hadden geen directe bemoeienis meer met de Nationale Konst-Gallery. Wel worden ze in 1804-1806 nog genoemd in verband met de uitgave van Bataafsche Kunstgallerij, door Adriaan Pietersz. Loosjes en Johannes Immerzeel, dat reproducties van werken uit het museum bevatte. In mei 1805 betrok Rutger Schimmelpenninck, als raadspensionaris het nieuwe staatshoofd van het Bataafs Gemenebest, het Huis ten Bosch. De museumcollectie werd daarop overgebracht naar het voormalig Stadhouderlijk Kabinet van Schilderijen aan het Buitenhof in Den Haag.

## Van Nationale Konst-Gallery tot Rijks Museum
Nadat de Franse Lodewijk Napoleon in 1806 de troon van het Koninkrijk Holland  besteeg, werd de Konst-Gallery omgedoopt tot Koninklijk Museum. Lodewijk was een liefhebber van cultuur en wetenschappen en vaardigde in januari 1807 een decreet uit, waarbij onder andere het ambt van directeur-generaal der schone kunsten, de Nederlandse Prix de Rome en de tentoonstellingen van Levende Meesters werden ingesteld. De directeur-generaal der schone kunsten (later: directeur-generaal der wetenschappen en kunsten) werd belast met het toezicht en onderhoud van het Koninklijke Museum en de musea en kabinetten in de departementen. Begin 1807 werden Carel Gerard Hultman benoemd tot directeur-generaal van schone kunsten en Johan Meerman tot directeur generaal van het openbaar onderwijs en wetenschappen. Nadat Hultman in de loop van het jaar werd benoemd tot Staatsraad in buitengewone dienst, werden beide functies verenigd en werd Meerman directeur-generaal der wetenschappen en kunsten. Meerman kreeg in februari 1808 via Johan Hendrik Mollerus, minister van Binnenlandse Zaken, het verzoek van de koning om de portretten van de Ruyter en Tromp te leveren voor het Paleis op de Dam, hij werd bovendien verzocht een lijst van de schilderijen en voorwerpen in het museum aan te leveren. Meerman was tegen een scheiding van de collectie en zijn bezwaar werd door Mollerus aan Lodewijk overgebracht. Het mocht niet baten, in de loop van het jaar werden tientallen stukken overgebracht naar Amsterdam.
Bij koninklijk decreet van 21 april 1808 werd het Koninklijk Museum in Amsterdam opgericht, dat werd ondergebracht op de bovenverdieping van het Paleis op de Dam. Hoewel werd gesproken over oprichting, was er in feite geen sprake van een nieuw museum. Voor de inrichting werd de collectie van het Koninklijk Museum in Den Haag grotendeels verplaatst naar Amsterdam. Cornelis Apostool werd aangesteld als directeur van het Koninklijk Museum in Amsterdam. Het was de bedoeling van de koning een apart Paleis van Wetenschappen en Kunsten op te richten, waar ook aandacht kon worden geschonken aan onderwijs aan kunstenaars, maar hij moest in 1810 terugkeren naar Frankrijk. Het Koninklijk Museum kreeg na zijn vertrek de naam (Groot) Hollandsch Museum. Koning Willem I besloot dat 's Lands museum van Schilderijen, Oudheden, Kunstwerken en Penningen, zoals het in 1814 wordt genoemd, in Amsterdam gevestigd diende te blijven. Eind dat jaar werd in het Trippenhuis aan de Kloveniersburgwal een tentoonstelling van Levende Meesters gehouden. Niet lang daarna verhuisde het Koninklijk Museum, dat in die tijd de naam 's Rijks Museum kreeg, naar het Trippenhuis. In 1816 vonden er wat collectieverschuivingen plaats, de penningen gingen naar Het Koninklijk Penningkabinet en historische voorwerpen naar het Koninklijk Kabinet van Zeldzaamheden in Den Haag, tegelijkertijd werden prenten uit de Koninklijke Bibliotheek juist toegevoegd aan het 's Rijks Museum in het Trippenhuis.
Na de Slag bij Waterloo (1814) keerde een deel van de door de Fransen geroofde stadhouderlijke schilderijencollectie terug uit Parijs en werd ondergebracht in het Koninklijk Kabinet van Schilderijen in Den Haag, dat in 1822 verhuisde naar het Mauritshuis. In 1838 werd in het Paviljoen Welgelegen in Haarlem het Museum van Levende Nederlandsche Meesters (later 's Rijks Verzameling van Kunstwerken van Moderne Meesters) geopend, waarheen behalve de collectie van het Koninklijk Kabinet ook de schilderijen van moderne meesters uit het Trippenhuis werden overgebracht. In 1876 werd het 's Rijks Museum in Amsterdam gesplitst in het Rijksmuseum van Schilderijen en het Rijksprentenkabinet, die beide voorlopig gehuisvest bleven in het Trippenhuis. In 1862 werd een prijsvraag uitgeschreven voor een nieuw museumgebouw in Amsterdam, uiteindelijk leidde dat tot de bouw van het Rijksmuseumgebouw, naar een ontwerp van Pierre Cuypers. In 1884-1885 werden de collecties van onder andere het Rijksmuseum van Schilderijen en de Rijks Verzameling van Moderne Meesters, beide voortgekomen uit de Nationale Konst-Gallery, en het Rijksprentenkabinet in het nieuwe museumgebouw samengevoegd.

## Collectie van de Nationale Konst-Gallery
De oorsprong van de collectie ligt in de nagelaten boedel van de stadhouderlijke familie, maar in de loop van de jaren vonden diverse aankopen plaats en werden ook werken geschonken. In het eerste jaar van het museum werden naast De bedreigde zwaan onder andere De zeeslag bij Livorno van R. Zeeman, een portret van Maurits van Oranje door Michiel van Mierevelt, een vijftal portretten uit de familie van Aert Jansse van Nes en Jan Jansse van Nes, een doek van een stal met paarden van Philips Wouwerman en een italianiserend landschap van Jan van Huijsum aangekocht. De collectie behelsde ook beeldhouwwerken, waaronder een aantal basreliëfs en borstbeelden die Rombout Verhulst maakte van de stadhouders Willem II en Willem III en Mary Stuart en het door Hendrick de Keyser geboetseerd hoofd van Willem van Oranje dat was gebruikt als model voor Willems praalgraf. Tot de voorwerpen uit de vaderlandse geschiedenis behoorden onder meer een sabel van Michiel de Ruyter, de commandostaf van Maarten Harpertszoon Tromp en kruikjes die zouden zijn gemaakt door Jacoba van Beieren.
In een manuscript van Roos uit 1801 worden in de collectie zo'n 225 schilderijen en tekeningen genoemd en een kleine 30 andere voorwerpen, grotendeel schilderijen. In de "Lijst van Schilderijen op het Koninklijk Museum in Den Haag voor zoo ver zij het rijk betreffen", die in februari 1808 werd opgesteld door Meerman, worden 274 schilderijen vermeld. Na de verhuizing naar Amsterdam wordt de collectie samengevoegd met de daar al aanwezige stukken en vermeldt de in 1809 door Apostool opgestelde catalogus van het Koninklijk Museum 459 schilderijen, 51 tekeningen en 73 oudheden en rariteiten.

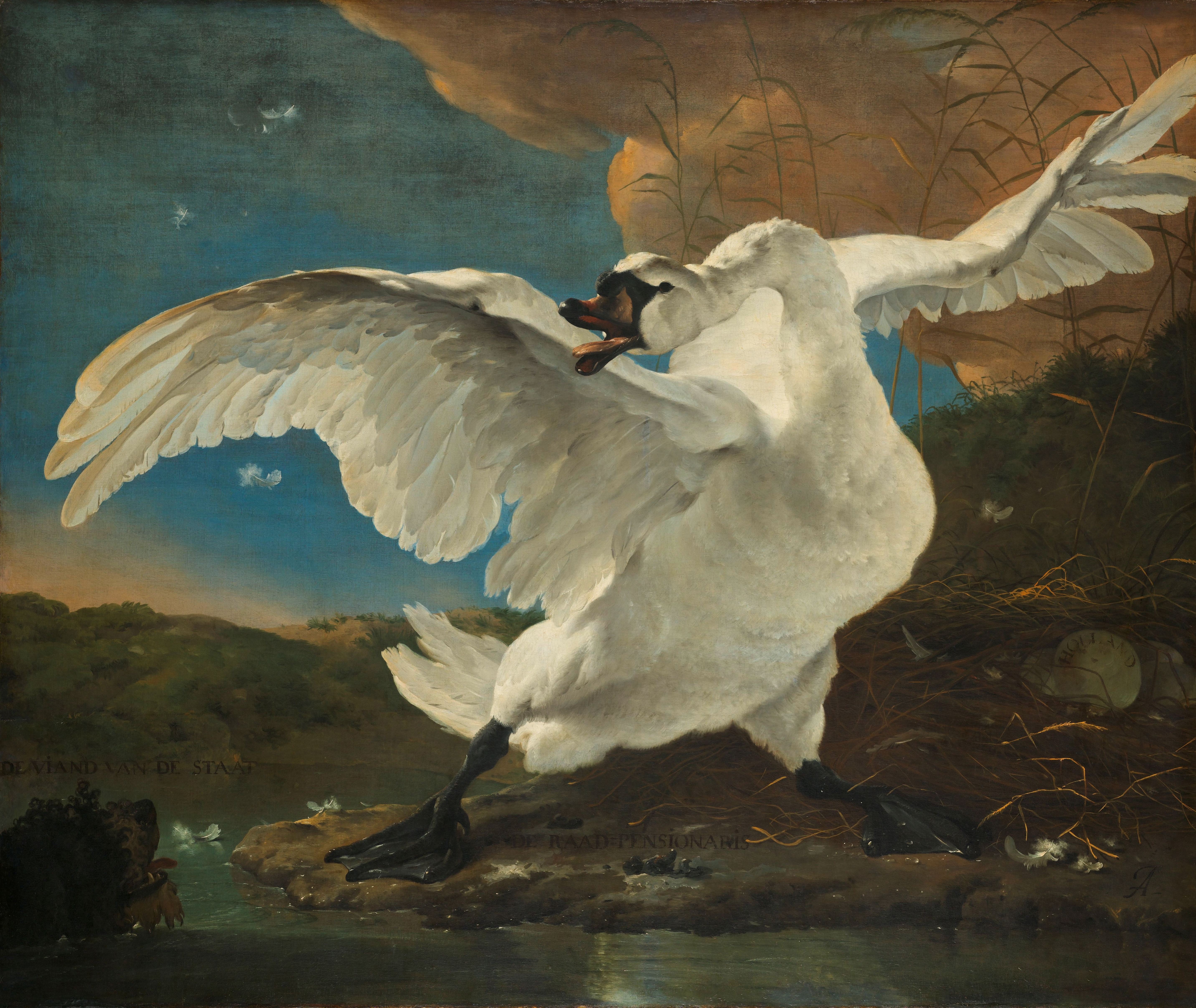
De bedreigde zwaan (Jan Asselijn)
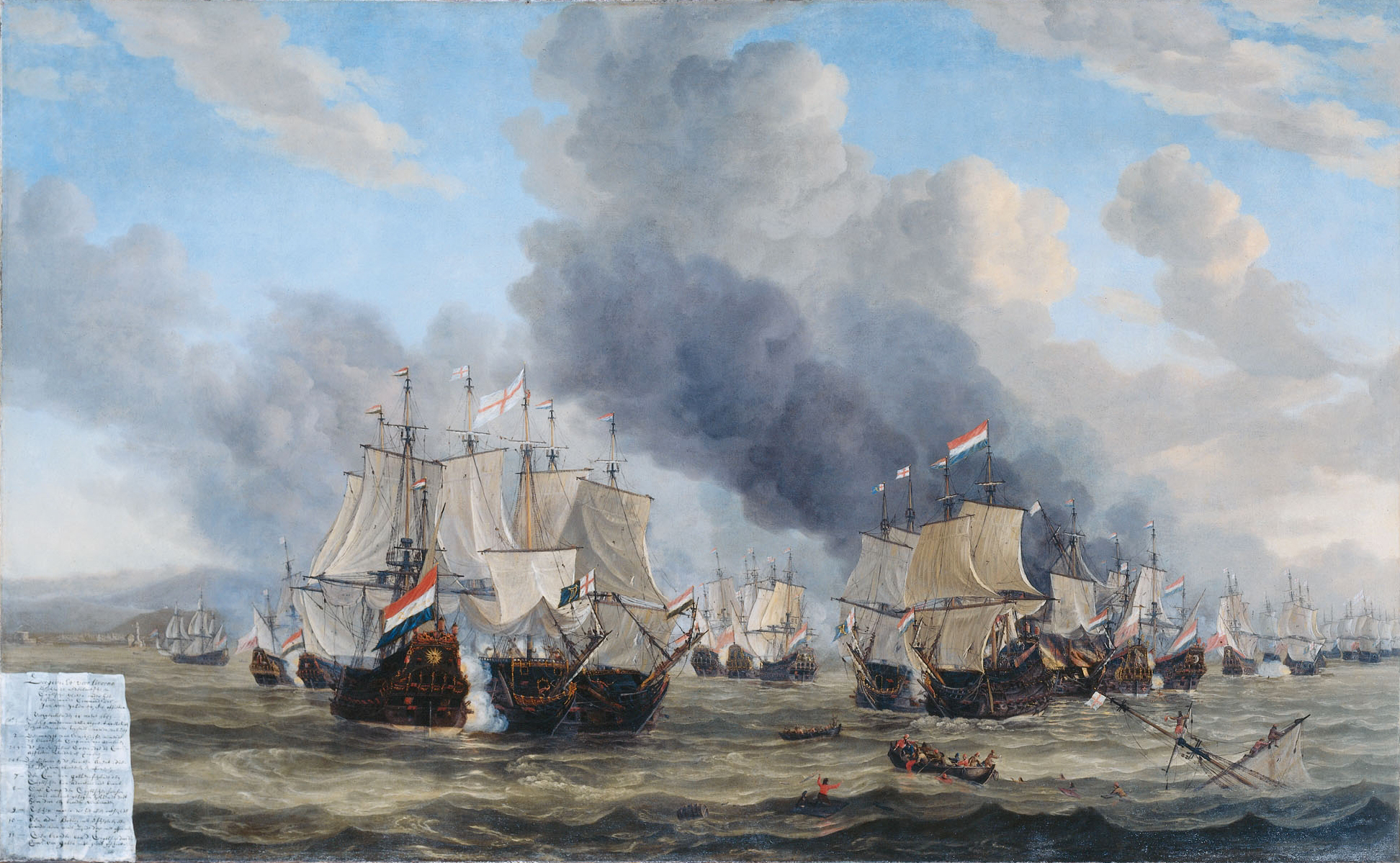
De zeeslag bij Livorno (R. Zeeman)
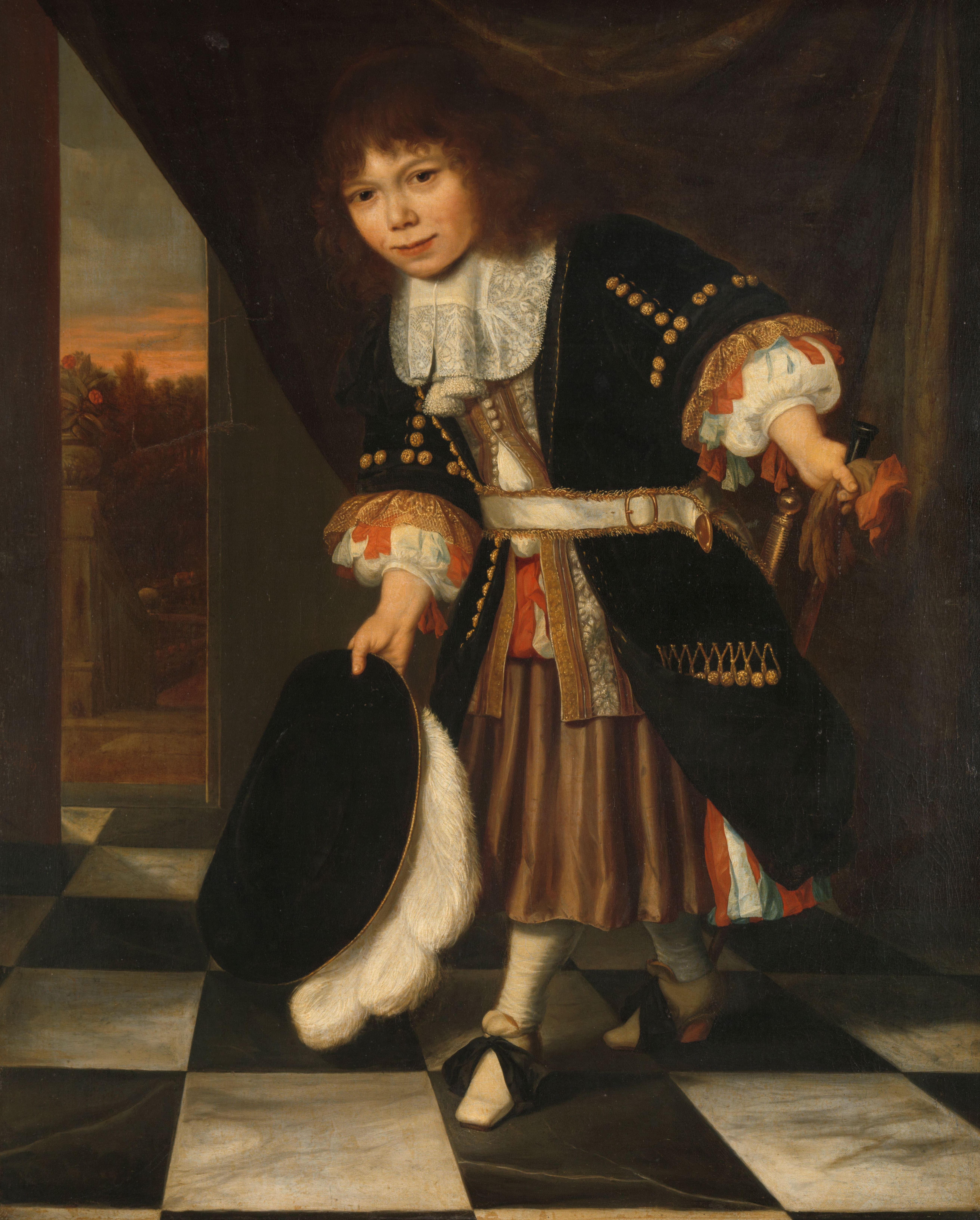
Het zoontje van den Admiraal (François Verwilt)
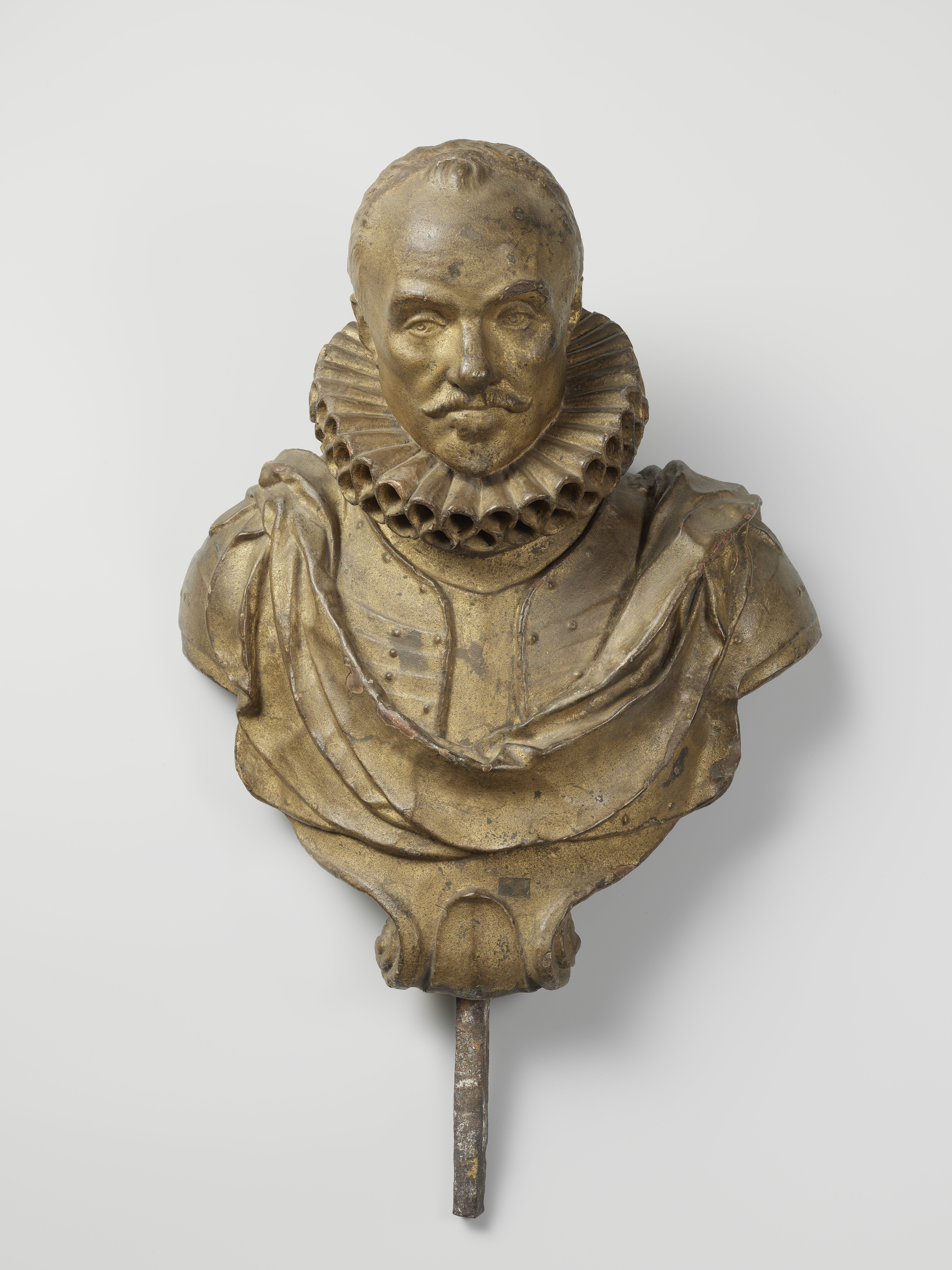
Buste van Willem van Oranje (Hendrick de Keyser)
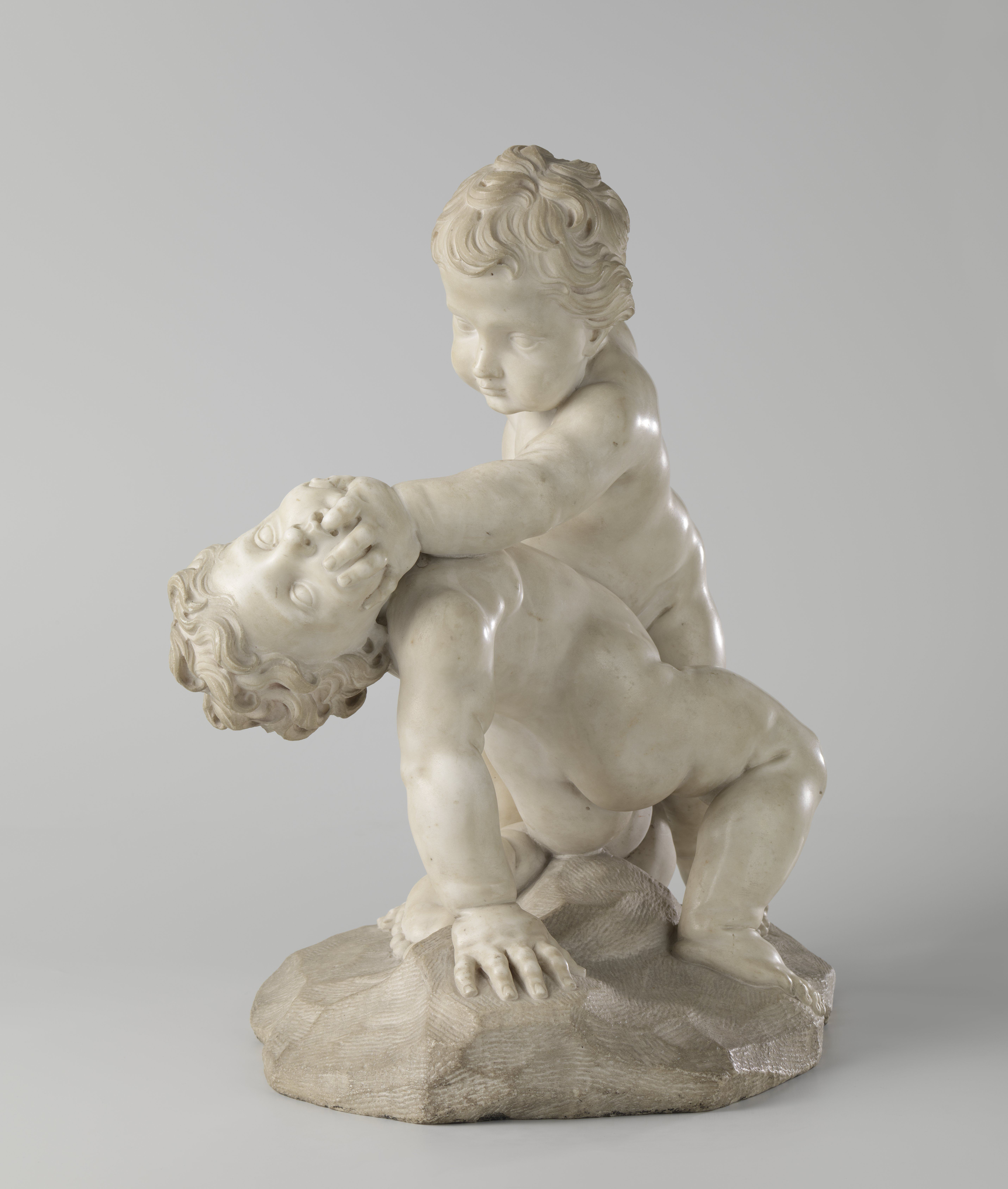
Twee stoeiende naakte knapen (anoniem)

### Enkele werken uit de collectie
(met een artikel op de Nederlandstalige Wikipedia, op jaartal van verwerving)
- 1800: De bedreigde zwaan (Jan Asselijn); de portretten van Aert van Nes en Geertruida den Dubbelde (Bartholomeus van der Helst); de portretten van Jan van Nes en Aletta van Ravensberg (Ludolf de Jongh); Het zoontje van den Admiraal (François Verwilt)
- 1801: Portret van Willem Crul (Cornelis van Cuylenburgh (II))
- 1803: De schoenmakerswerkplaats (David Rijckaert III); Portret van Pieter Cornelisz. Hooft (naar Joachim von Sandrart)
- 1808: De prediking op het Meer van Galilea (naar Jan Brueghel (I))